# Mayaro-Fieber
Das Mayaro-Fieber ist eine Krankheit, deren Ursache eine Infektion mit dem Mayaro-Virus ist.
Bei dem Virus handelt es sich um ein 70 Nanometer großes, behülltes Virus aus der Familie der Alphaviren.
Die Infektion erfolgt im tropischen Regenwald in Südamerika durch Stechmücken der Gattung Haemagogus, mutmaßlich in Stadtgebieten in den südamerikanischen Tropen oder Subtropen auch durch die Gelbfiebermücke Aedes aegypti.
Beim Menschen kann es zu einer Grippe-artigen Erkrankung, dem Mayaro-Fieber kommen, das klinisch dem Denguefieber ähnelt, aber milder verläuft.
Die Namensbezeichnung bezieht sich auf die Region Mayaro auf der Insel Trinidad, auf der im Jahre 1954 das Virus erstmals nachgewiesen wurde.